# Crónicas del Silo (serie)
Crónicas del Silo es una serie de libros de ciencia ficción posapocalípticos escritos por el  estadounidense Hugh Howey. La serie debutó en el 2011 con el cuento "Espejismo: Holston", al cual se le agregaron cuatro novelas cortas, que luego fueron publicadas como una novela única bajo el nombre de Espejismo. Además de Espejismo, la serie incluye las novelas Desolación y Vestigios, dos cuentos, una novela corta y la novela gráfica Wool: The Graphic Novel.

## Historia editorial
Howey comenzó la serie en 2011, inicialmente escribiendo Espejismo como una historia corta independiente. Publicó la obra a través del sistema Kindle Direct Publishing de Amazon, que ofrece a autores la conveniente opción de la autopublicación. La serie creció en popularidad, por lo cual el autor continuó agregando más libros a la historia. Howey consiguió los derechos internacionales en 2012 y desde entonces ha firmado un acuerdo por los derechos de autor en obras dramáticas en Brasil. Los derechos cinematográficos de la serie se vendieron a 20th Century Fox; Lionsgate también había expresado interés.
Howey firmó un acuerdo de solo impresión con Simon & Schuster, por un valor de alrededor de 500 000 $, para distribuir Espejismo en los EE. UU. y Canadá.  Howey conserva todos los derechos para continuar distribuyendo Espejismo online.

## Sinopsis
La historia de Crónicas del Silo está ambientada en una Tierra posapocalíptica, donde la humanidad se resguarda en un silo subterráneo que se extiende unos 144 pisos bajo tierra. Inicialmente, la serie sigue al personaje de Holston. El misterio detrás del Silo y sus secretos representa gran parte de la trama que se irá desarrollando a lo largo de la serie, y a la cual se le unirán los personajes de Juliette, Jahns y Marnes. Desolación abarca los libros seis a ocho y se trata de una precuela a la serie. El libro nueve, Vestigios, une las dos historias.
La historia podría clasificarse como parte del género distópico, ya que contiene varias de las características principales de ese tipo de literatura, es decir: un régimen totalitario, una rebelión de los personajes principales, o una separación planificada entre áreas humanas y espacios naturales salvajes.

### Espejismo
“Si las mentiras no te matan, la verdad lo hará”.
1. "Espejismo: Holston" ("Wool: Holston") (2011), cuento:
Comienza narrando la historia del sheriff del Silo, Holston. A todos los residentes del Silo se les ha enseñado que la Tierra ha quedado totalmente devastada y su aire se ha vuelto tóxico y mortal. La sociedad es regulada por leyes estrictas y quien exprese algún deseo de salir al exterior es enviado a limpiar los sensores externos. Aquellos que son enviados al aire libre a cumplir con las instrucciones, inevitablemente, mueren a los pocos minutos. Tres años antes de los eventos al comienzo de la narración, la esposa de Holston había llegado a la conclusión de que el mundo exterior sí era habitable y que el departamento de TI (que maneja los sensores externos) había estado engañando a todos los residentes del Silo. Por lo cual, decidió ir a limpiar los sensores de forma voluntaria. Sin embargo, aparentemente, habría fallecido en el intento.
Pasan tres años y Holston aún investiga las misteriosas circunstancias en torno a la muerte de su esposa. Finalmente, pide salir a la superficie. Con un traje protector sale del Silo y lo que ve es un mundo saludable y vibrante. Entusiasmado con esta vista alentadora, procede a limpiar los sensores externos del silo y luego a explorar el entorno. Sin embargo, al acabarse el aire, se ve obligado a quitarse el casco y en ese momento descubre que el mundo es, efectivamente, tóxico y que su esposa está realmente muerta. Todo ese tiempo el visor del traje había estado enmascarando la realidad con una imagen generada por computadora. Holston muere cerca del cuerpo abandonado de su esposa.
Estos eventos son catalizadores para lo que sucederá en los siguientes libros.
2. "Espejismo: Calibración" ("Wool: Proper Gauge") (2011), novela corta:
El Silo necesita un nuevo sheriff. La alcaldesa Jahns y el teniente Marnes se embarcan en un viaje a la región más baja del Silo para entrevistar a Juliette, su principal candidata a sheriff. En el camino pasan por varias áreas del Silo, incluido el misterioso departamento de TI. Allí encuentran a Bernard, el jefe de TI, quien exige su propio candidato a sheriff, pero es descartado por Jahns. En privado, Jahns contempla una relación con Marnes.
Jahns y Marnes se encuentran con Juliette en la zona de Maquinaria, el nivel más bajo del Silo. Jahns queda impresionada con Juliette, quien demuestra ser responsable, obstinada e independiente. Juliette expresa dudas sobre la propuesta de trabajo, pero finalmente acepta, aunque bajo la condición de que se le permita realizar un trabajo de mantenimiento mecánico que lleva ya mucho tiempo siendo postergado y que requiere un apagón general. En el viaje de regreso, Jahns y Marnes comienzan una relación romántica.
Bernard se enfurece al descubrir que Juliette fue oficialmente designada como sheriff. Al poco tiempo, Jahns se enferma repentinamente. En sus últimos momentos, se da cuenta de que ha consumido veneno de la cantimplora de Marnes y que Bernard había envenenado la cantimplora de ambos.
Mientras Juliette completa el proyecto vital de mantenimiento del generador principal del Silo, recibe la noticia de la repentina muerte de la alcaldesa.
3. "Espejismo: Expulsión" ("Wool: Casting Off") (2011), novela corta,
4. "Espejismo: Resolución" ("Wool: The Unraveling") (2011), novela corta,
5. "Espejismo: Los desamparados" ("Wool: The Stranded") (2012), novela corta:
En el transcurso de estas tres últimas novelas cortas, Juliette continúa explorando los misterios del Silo, lo cual la lleva a enfrentarse al jefe de TI y Lukas, un joven astrónomo y miembro del departamento de TI. La creciente relación entre Lukas y Juliette sirve como telón de fondo para las tres novelas restantes, a medida que se va resolviendo el misterio del Silo.

### Desolación
Es la precuela de Espejismo.
1. "Primer turno: Legado" ("First Shift: Legacy") (2012), novela corta:
Las acciones que llevaron al statu quo del mundo se explican a través de los ojos de Donald Keene, un joven congresista, y Troy, un jefe de operaciones del Silo.
2. "Segundo turno: Orden" ("Second Shift: Order") (2012), novela corta:
Sigue a algunos de los personajes de "Primer turno: Legado", cuando son despertados de un sueño frío 100 años después, para ser consultados sobre algunos problemas no resueltos. También introduce la historia de Mission, un joven que se encuentra en el Silo 18, donde la lucha interna amenaza su supervivencia.
3. "Tercer turno: Pacto" ("Third Shift: Pact") (2013), novela corta:
Cuenta la historia de la caída del Silo 17 y de como Jimmy se convierte en Solo. También vemos la continuación de la historia de Donald Keene en el Silo 1.[8]

### Vestigios
Reúne las vidas de Juliette, Donald y los personajes en Silo 18 y los sobrevivientes del Silo 17.

### Futuro libro sin nombre
El 15 de agosto de 2021, Hugh Howey anunció que había comenzado a escribir el próximo libro de la serie Espejismo, ambientado en el Silo 40.

### Cuento y novelas cortas
- "In the Air" (2014)
- "In the Mountains" (2014)
- "In the Woods" (2015), novela corta

Aparecen en las colecciones de cuentos The Apocalypse Triptych (2014-2015) y Machine Learning: New and Collected Stories (2017).

## Recepción
Un crítico de Wired elogió la recopilación de Espejismo y a su autor por no seguir un camino editorial tradicional. Según el crítico, el método de autopublicación que eligió Howey para sus libros “limpia la suciedad del pasado y revela la nueva verdad” sobre el cambio en la industria editorial.

## Adaptaciones

### Cine y televisión
Desde su publicación, se han realizado múltiples intentos para adaptar la serie Crónicas del Silo a una película o serie de televisión. Los derechos cinematográficos de la obra se vendieron en mayo de 2012 a 20th Century Fox, con el director Ridley Scott y Steven Zaillian como productores. El proyecto nunca llegó a ejecutarse debido a la adquisición de 21st Century Fox por parte de Disney. En julio de 2018, AMC anunció que LaToya Morgan adaptaría Espejismo para la cadena como una serie de televisión que fue luego trasladada a Apple TV+. En mayo de 2021, se anunció que Graham Yost escribiría la serie. También confirmaron a Morten Tyldum como director y Rebecca Ferguson como protagonista y productora ejecutiva. Howey, Remi Aubuchon, Nina Jack e Ingrid Escajeda también son productores ejecutivos. Tim Robbins se unió al elenco en agosto de 2021. El rodaje tuvo lugar en Hoddesdon, Hertfordshire, desde finales de 2021 hasta la primavera de 2022. La serie se estrenó en Apple TV+ el 5 de mayo de 2023.

### Adaptación al cómic
En julio de 2013, se anunció que el nuevo sello de cómics de Amazon, ⁣Jet City Comics, lanzaría una adaptación de cómics de la serie. Jimmy Palmiotti y Justin Gray fueron los designados para crear la adaptación de la obra y Jimmy Broxton para las ilustraciones. El 9 de julio de 2013, Howey compartió una vista preliminar de la portada del cómic en su blog. La novela gráfica se publicó en agosto de 2014.